# Tamada (Trinkkultur)

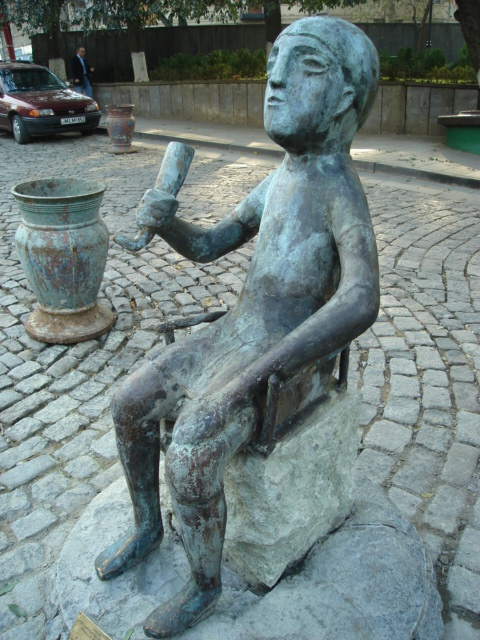
Statue eines Tamada, Tiflis

Der Tamada (georgisch თამადა) ist ein Tischmeister, der das Geschehen bei einem georgischen Bankett, der Supra, lenkt und Trinksprüche ausbringt. Seine Aufgabe ähnelt dem eines antiken Symposiarchen.
Der Tamada wird zu Beginn des georgischen Banketts gewählt. Er entbietet den ersten Trinkspruch, der von den anderen Gästen variiert wird. Er bringt die Trinksprüche in einer festgelegten Reihenfolge aus. Zuerst trinkt er auf das Wohl der Familie, die eingeladen hat. Trinksprüche auf Georgien und auf das Andenken der Verstorbenen und Helden dürfen nicht fehlen, so zeigt man seine Heimatliebe und ehrt die Verstorbenen. Man trinkt normalerweise auf Eltern, Freunde, Verwandte, die Vergangenheit oder Zukunft von Georgien usw.
In Georgien ist Tamada ferner eine Marke der Firma Georgia Wine & Spirits (GWS). Sie bietet unter diesem Namen eine Reihe von georgischen Weinen an. Der Begriff Tamada leitet sich von persisch داماد, DMG dāmād, „Schwiegersohn, Bräutigam“, nach einer anderen Version von adygeisch тхьаматэ, „Anführer, Häuptling“, ab.

## Qualitäten eines Tamada

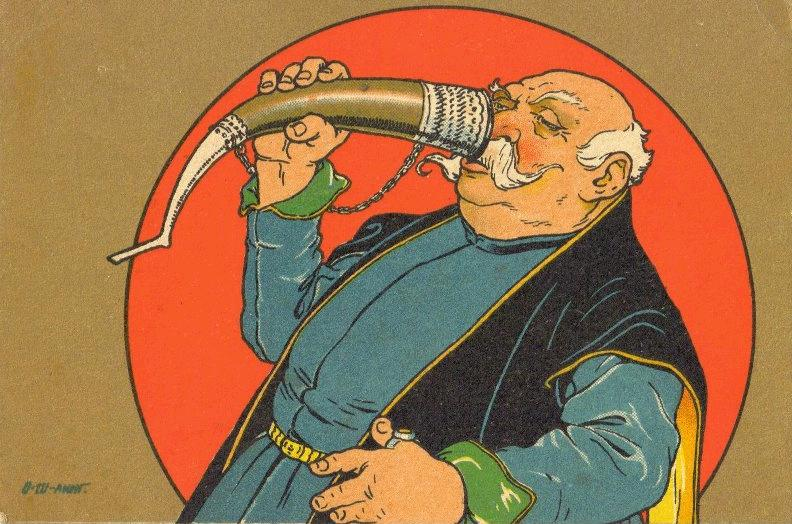
Karikatur von Oskar Schmerling

Ein richtiger Tamada ist ein guter Trinker, beherrscht aber auch die traditionellen Trinksprüche und das nötige Pathos. Die besten Tamadas können Spontan-Gedichte machen. Ausführliche Darstellungen dazu hat 2006 Florian Mühlfried geliefert.
Der Tamada sollte eloquent, intelligent, schlagfertig und scharfsinnig mit einem guten Sinn für Humor sein, weil oft einige der Gäste versuchen, in Bezug auf die Trinksprüche mit ihm zu wetteifern. Bei den georgischen Feiern überbrückt er die Lücke zwischen Vergangenheit, Gegenwart und Zukunft. Durch seine Vermittlung erscheint es so, als ob nicht nur die Gäste, sondern auch die Ahnen und die Nachkommen an der Festtafel vereint sind. Der Tamada spricht sie mit dem gleichen Affekt und Ehrfurcht an wie die anderen Teilnehmer des Festes. Wenn ein Toast ausgebracht wird, müssen alle Männer aufstehen und in Stille mittrinken. Ein Toast wird vom Tamada ausgebracht und die anderen Anwesenden sollen die Idee dazu entwickeln, so dass reihum jeder etwas sagt, das möglichst origineller und emotionaler ist als der Spruch seines Vorgängers. Damit wird eine Art Redewettstreit begonnen. Früher hatte der Tamada mehr Kontrolle über die Festtafel. So mussten sich die Gäste bei ihm abmelden, wenn sie die Festtafel oder das Fest verlassen wollten.

## Wahl eines Tamada
Bei kleinen Familienfesten sind Hausherr und Tamada identisch. Bei großen Festen, wie Hochzeiten oder Beerdigungen, wird der Tamada vorher durch die Gastgeber ausgewählt. Sie suchen einen Verwandten oder Freund, der als guter Tamada bekannt ist. Zum Teil wählt sich die Festgemeinde auch ihren Tamada selbst.
In kleineren Freundesgruppen kann es vorkommen, dass die Rolle des Tamada einfach der Reihe nach an den Teilnehmern zufällt. Oder es gibt einen ‚Ältesten’ an der Tafel, dem die Rolle automatisch zufällt. In anderen Fällen wird eine würdige Persönlichkeit einen Tamada vorschlagen und wenn die anderen zustimmen und der angesprochene seine Zustimmung nicht verweigert, wird derjenige, der ihn vorgeschlagen hat, das Glas auf den Tamada erheben und den ersten Toast auf ihn ausbringen. Beispielsweise “Kotes gaumarjos” (auf Kote) oder “kargad chaatarebinos es supra – Auf dass er das Fest gut leite”. Die Gäste ziehen mit. Ab diesem Zeitpunkt ist der Tamada für die Trinksprüche zuständig.
Ein guter Tamada muss auch gut organisieren können, denn der Verlauf des Festes ist in seiner Verantwortung. Er muss entscheiden, welcher Trinkspruch ausgebracht wird und wie häufig neue Trinksprüche ausgebracht werden um einen guten Rhythmus einzuhalten. Genauso muss er Gesang und Tanz anleiten, um die Gäste gut zu unterhalten. Das steht in enger Verbindung mit einer weiteren Eigenschaft: Er muss sensibel sein für die Stimmung des Festes und eine gute Atmosphäre verbreiten, in der alle Gäste teilnehmen. In Georgien sagt man: Die Festtafel muss eine gewisse Einheit ausstrahlen. Deshalb sollte er wahrnehmen, wenn Gäste unaufmerksam sind und sich zurückziehen. Er kann sie mit einem speziellen Toast ansprechen oder sie ‚alaverdi’ machen. Aus dem gleichen Grund bestimmt er das Tempo der Umtrunke und achtet darauf, dass nicht zu viel und nicht zu wenig getrunken wird. Und wenn ein gewisser Alkoholpegel erreicht ist, muss er darauf achten, dass die Trinksprüche nicht zu emotional werden.
Außerdem muss er Autorität ausstrahlen, damit die Gäste auf seine Trinksprüche Acht geben, was begreiflicherweise im Laufe des Abends schwieriger wird. Letztes Qualitätsmerkmal eines guten Tamada ist: Er muss ein guter Trinker sein. Bei allen Trinksprüchen sollte er sein Gefäß leeren, aber in keinem Fall betrunken werden, denn dies würde große Schande bedeuten.
Es kommt nicht selten vor, dass ein Tamada sich "Stellvertreter" oder Assistenten unter den Gästen aussucht. Vor allem bei großen Festen, bei denen er nicht jeden Gast kennt, der Stellvertreter symbolisiert dann die restlichen Geladenen.

## Trinksprüche
Trinksprüche werden ausgebracht auf alle Gäste, die am Tisch sitzen, deren Kinder und Verwandte bzw. deren Verstorbenen sowie auf das Land Georgien und auf die Vergangenheit des Landes getrunken. Bei formellen Treffen wird eine festgelegte Abfolge von Trinksprüchen (Sadregrzelo) eingehalten. Der erste Trinkspruch an einem georgischen Supra geht an den Frieden. In Zusätzen folgen die übrigen Gäste, die versuchen, das interessanteste, originellste und preiswürdigste der angesprochenen Person hervorzuheben, jedoch ohne zu sehr zu schmeicheln. Dadurch werden die Anwesenden angehalten tugendhaft zu sein, weil sie für Gutes gelobt werden und dadurch Lektionen in Liebe und Menschlichkeit erfahren.
Es werden auch Geschichten erzählt, die mit dem Thema des Spruches verbunden sind, so kann ein Spruch manchmal 15 Minuten in Anspruch nehmen. Ein Trinkspruch kann ungefähr so lauten: Ein georgisches Lied sagt uns: „Der Grund unseres Seins ist die Liebe, und das muss zweifellos stimmen. Wenn es keine Liebe wäre, könnte unsere Nation nicht überleben, deren Geschichte Jahrhunderte lang eine Geschichte von Kriegen und Kämpfen war. Georgier haben ihr Leben auf dem uralten Spruch gegründet: Der ist Feind von sich selbst, wer im Leben keinen Menschen sucht, den er lieben und von dem er geliebt werden wird. Und ich möchte jetzt eben auf die Liebe trinken. Auf die Liebe!“